# セムリキ川
セムリキ川（セムリキがわ、Semliki River）は、中部アフリカの川である。コンゴ民主共和国のエドワード湖から北に流れ出し、ウガンダ共和国との国境を通ってアルバート湖に注ぐ。河口部は北緯1度13分 東経30度30分 / 北緯1.217度 東経30.500度にある。2009年に流路が替わったため、かつてコンゴ民主共和国とウガンダ共和国の国境線に沿って流れていたセムリキ川は、流路の変動後は両国の国境線を縫うように流れている。周辺には、ゾウ、ワニ、レイヨウなどの多くの動物の生息域が存在する。